# Айюб Тариш
Айюб Тариш (араб. أيوب طارش عبسي‎, род. 1942) — йеменский певец и композитор.
Он родился в селе Аль-Махраб в Таизском районе. В 1970-х годах обучался в Каире. Автор музыки гимна Йемена. Сначала гимн использовался в Народной Демократической Республике Йемен, а после объединения с Йеменской Арабской Республикой в Республику Йемен 22 мая 1990 в качестве гимна всей страны.) В результате продолжительных занятий на музыкальном инструменте уд, он «переиграл» руку и у него возникли проблемы со здоровьем. Даже после проведения операции он больше не смог играть. Айюб Тариш женат, имеет четыре сына и одну дочь. Согласно статье, опубликованной Yemen Times летом 2013 год, Таришу за семьдесят, и он живет в Сана.